# Dichlorophène
Le dichlorophène  est une substance active de produit phytosanitaire (ou produit phytopharmaceutique, ou pesticide), qui présente un effet herbicide, et qui appartient à la famille chimique des phénols.
Il est ou était récemment[Quand ?] utilisé aux États-Unis (en combinaison avec du toluène) pour débarrasser les chats les chiens de certains parasites (Ascaride, ankylostome et ténia)

## Réglementation
Sur le plan de la réglementation des produits phytopharmaceutiques :
- pour l’Union européenne : cette substance active est interdite à la suite de l'examen relatif à l'inscription à l’annexe I de la directive 91/414/CEE, en application de la décision communautaire 2005/303/CE du 31 mars 2005.
- pour la France : cette substance active n'est pas autorisée dans la composition de préparations bénéficiant d’une autorisation de mise sur le marché. L'avis paru au Journal officiel du 4 mai 2006 retire les autorisations de mise sur le marché des produits phytopharmaceutiques contenant du dichlorophène, pour tous les usages agricoles et non agricoles, avec un délai d'écoulement des stocks :
  - jusqu'au 30 octobre 2006 pour la distribution,
  - jusqu'au 30 septembre 2007 pour l'utilisation.

## Caractéristiques physico-chimiques
Les caractéristiques physico-chimiques dont l'ordre de grandeur est indiqué ci-après, influencent les risques de transfert de cette substance active vers les eaux, et le risque de pollution des eaux :
- Solubilité : 30 mg L−1,
- Durée de demi-vie : 13 jours. Ce paramètre, noté DT50, représente le potentiel de dégradation de cette substance active, et sa vitesse de dégradation dans le sol.
- Coefficient de partage octanol-eau : 3,1. Ce paramètre, noté log Kow ou log P, mesure l’hydrophilie (valeurs faibles) ou la lipophilie (valeurs fortes) de la substance active.

## Écotoxicologie
Sur le plan de l’écotoxicologie, les concentrations létales 50 (CL50) dont l'ordre de grandeur est indiqué ci-après, sont observées :
- CL50 sur poissons : 3,6 mg L−1,
- CL50 sur daphnies : 100 mg L−1,
- CL50 sur algues : 1,5 mg L−1.

## Toxicité pour l’homme
Sur le plan de la toxicité pour l’Homme, la dose journalière acceptable (DJA) est de l’ordre de : 2 mg kg−1 j−1.